# Karl Wedell
Karl Wilhelm Adam Sigismund lensgreve Wedell-(Wedellsborg) (14. marts 1806 på Nygård, Åstrup Sogn, Haderslev Herred – 15. marts 1882 på Wedellsborg) var en dansk godsejer og lensbesidder, bror til Julius Wilhelm Georg Ferdinand Wedell.
Han var søn af lensgreve Hannibal Wilhelm Wedell (1780-1828, gift 2. gang 1817 med Marie Ernestine Amalie von Rosen, 1790-1871) og Louise von Warnstedt (1777-1835). 22 år gammel tiltrådte han ved faderens død besiddelsen af grevskabet, som han overtog i en dårlig forfatning og behæftet med stor gæld; bygningerne på hovedgårdene samt kirkerne var for størstedelen i forfalden stand, ligesom bøndergodset var forarmet. Ved en dygtig administration og god økonomi bragtes imidlertid grevskabet efterhånden på fode, en bedre drift indførtes på hovedgårdene, hvis bygninger til dels forøgedes, hoveriet på alle gårdene afløstes 1838-43, og bøndergårdene udflyttedes; samtidig forøgedes grevskabets skovareal med o. 1200 tdr. land, hvoraf 1000 tdr. land indtagen bondejord af dårlig beskaffenhed, ligesom 200 tdr. land blev inddæmmet og tørlagt, hvorhos 1835 gården Orelund tilkøbtes og indtoges under grevskabet; disse foretagender, der begunstigedes af opadgående konjunkturer, førte til meget heldige resultater. 1854 købte Wedell yderligere Frederiksgave hovedgård med møller og skove, der ved hans død ifølge hans testamente blev grundlaget for Lensgreve Karl Wedells Stiftelse til understøttelse for familien. Desuden oprettede han et legat på 200.000 kr. til trængende uden for fattigvæsenet på grevskabet. Hans sidste erhvervelse blev Billeshave i 1867.
I øvrigt var Wedell en udpræget konservativ natur, således solgtes i hans tid intet af grevskabets bøndergods til selvejendom. Wedell døde på Wedellsborg 15. marts 1882; 1840 var han blevet udnævnt til kammerherre, 1872 til gehejmekonferensråd. Wedell blev Ridder af Dannebrog 1854, Dannebrogsmand 1860, Kommandør af 2. grad 1869 og af 1. grad 1878 og modtog Storkorset i 1881.
Han blev gift 29. april 1834 på Nygård med Rosa von Krogh (1. oktober 1805 på Løjtmark i Svans Sogn – 27. november 1870 på Wedellsborg), datter af overforstmester, gehejmekonferensråd Frederik Ferdinand von Krogh (1780-1844) og Johanne Sophie von Warnstedt (1781-1867).
Han er begravet i Husby Kirke.
Der findes et portrætmaleri af Emil Bærentzen på Wedellsborg. Maleri som yngre (sammesteds). Maleri (forhen på Hindsgavl Slot). Litografi 1880 af I.W. Tegner efter fotografi. Fotografier.